# Deborah Deutsch Smith
Deborah Deutsch Smith – amerykańska pedagog, profesor emeryt w School of Educational Studies na kalifornijskim Claremont Graduate University.

## Życiorys
W latach 2007–2011 była głównym badaczem projektu SEFNA (Special Education Faculty Needs Assessment), który był kontynuacją i rozszerzeniem jej badań nad dysfunkcjami z 2001. Czteroletnie badania SEFNA wykazały, że społeczeństwo nie jest w stanie przygotować wystarczającej liczby nowych, wysoce skutecznych nauczycieli do pracy z osobami z niepełnosprawnościami z powodu braku kadry kształcenia specjalnego. Jej wyniki pozostają głównym źródłem informacji o podaży i popycie na nauczycieli w USA.
Była konsultantką i liderką projektów federalnych, stanowych i lokalnych, otrzymując ponad 40,6 miliona dolarów z funduszy zewnętrznych na wsparcie tych działań. Jest autorką dziewiętnastu podręczników, w tym nauczania uczniów ze specjalnymi potrzebami w klasach integracyjnych oraz z zakresu edukacji specjalnej. Jej wprowadzenie do edukacji specjalnej, Making a Difference, miało siedem wydań i było tłumaczone na języki: hiszpański, polski, portugalski i mandaryński. Napisała ponad 31 rozdziałów i suplementów książkowych, jak również ponad 60 recenzowanych artykułów i raportów, a także wiele materiałów instruktażowych dla dzieci.
Od 1983 zasiada w radzie powierniczej Pitzer College, a od 2003 jest dożywotnim powiernikiem w tej radzie.

## Zainteresowania naukowe
Do jej głównych zainteresowań naukowych należą: edukacja specjalna, polityka dotycząca niepełnosprawności, edukacja międzykulturowa i integracyjna.

## Stopnie naukowe
- EdD (doktor nauk ścisłych), na University of Washington,
- MEd (doktor medycyny) na Uniwersytecie Missouri, Columbia Teacher Education, Uniwersytet Stanu Kalifornia, Northridge,
- BA na kalifornijskim Pitzer College[1] (1968[2]).

## Nagrody
Otrzymała takie nagrody jak: 
- nagrodę Pearson/International Council for Exceptional Children Excellence in Teacher Education,
- stypendium w Międzynarodowym Stowarzyszeniu Badań nad Upośledzeniem w Nauce[1].